# Vida Rudolf
Vida Josipina (Jozefa) Rudolf, slovenska pesnica in pisateljica, * 5. februar 1900, Slovenske Konjice, † 18. julij 1993, Ljubljana.

## Življenjepis
Vida Rudolf je bila edina hčerka Ivana in Josepine Rudolf (rojena Sernec). Osnovno šolo je obiskovala v Slovenskih Konjicah, dekliški licej in učiteljišče v Ljubljani. Delala je kot učiteljica v dekliški šoli v Konjicah. Po opravljenem strokovnem izpitu iz glasbe je prešla na meščansko šolo v Vojniku. Ob poučevanju je pisala zgodbe, črtice, pravljice in verze in študirala solo petje v Ljubljani, kamor se je leta 1931 tudi preselila. Po končani diplomi je do upokojitve leta 1950 poučevala na gimnaziji kot profesorica glasbe. Visoko starost je dočakala v domu upokojencev na Taboru, od koder se je pogosto vračala v rodne Konjice.

## Literarno delo
Pod psevdonimom Stana Vinšek je objavljala v revijah Žena in dom, Ženski svet, Naša žena in pod psevdonimom Čmrlj v Totem listu in Pavlihu. V Cicibanu je pisala za otroke, bila prevajalka oper, poetičnih iger in dramskih del, pisala je pesmi za slovenske skladatelje.